# Radomyśl (Grande-Pologne)
Pour les articles homonymes, voir Radomyśl.
Radomyśl (prononciation : [raˈdɔmɨɕl]) est un village polonais de la gmina de Wijewo dans le powiat de Leszno de la voïvodie de Grande-Pologne dans le centre-ouest de la Pologne.
Il se situe à environ 3 kilomètres au sud-ouest de Wijewo (siège de la gmina), à 27 kilomètres à l'ouest de Leszno (siège du powiat) et à 75 kilomètres au sud-ouest de Poznań (capitale régionale).

## Histoire
De 1975 à 1998, le village faisait partie du territoire de la voïvodie de Leszno.

Depuis 1999, Radomyśl est situé dans la voïvodie de Grande-Pologne.